# Lacasori (Riatelo)
Lacasori ist ein osttimoresischer Ort im Suco Lahae (Verwaltungsamt Aileu, Gemeinde Aileu).

## Geographie
Lacasori liegt in einer Meereshöhe von 1397 m im Südosten Lahaes, im Nordosten der Aldeia Riatelo, während sich die gleichnamige Aldeia im Westen des Sucos befindet. Nördlich des Dorfes Lacasori führt die Überlandstraße von Aileu nach Maubisse vorbei. Etwas nordwestlich befindet sich der Ort Taiblor in der gleichnamigen Aldeia (Suco Bandudato), mit der nächstgelegenen Grundschule.